# Pagonprick
Pagonprick lub Bukit Pagon – szczyt w Brunei, w pobliżu miasta Bangar, blisko granicy z Malezją. Leży w południowo-wschodniej części kraju; ma 1850 m wysokości. Jest najwyższym wzniesieniem tego państwa.